# Jataipeva
Dialium guianense (Aubl.) Sandwith, conhecida popularmente no Brasil como jataipeva, é uma árvore que chega a medir até 30 metros de altura, pertence a família das leguminosas, subfamília Caesalpinioideae, natural do neotrópico, ocorre no México, América central continental,  Colômbia, Venezuela, Peru, Equador, Bolívia, Guianas e do Brasil, estando presente nos estados do Amazonas, Roraima, Rondônia, Amapá, Acre, Pará, Tocantins, Pernambuco, Sergipe, Alagoas, Maranhão , Minas Gerais, Espírito Santo e Mato Grosso. Tem preferência por áreas próximas a rios, muitas vezes alagáveis. A espécie possui folhas compostas, flores verde-amareladas, em panículas terminais ou axilares e legumes drupáceos de endosperma comestível com sabor semelhante ao do tamarindo. Sua madeira castanho-avermelhada é muito dura, e a casca é utilizada no tratamento de gota, reumatismo e sífilis. É conhecida também pelos nomes de roxinho, quebra machado, pau-ferro, hardwood, ironwood, jitai-preto, jitai-amarelo, capororoca, cururu, garapa, itu, jataipeba, jutaí, jutaipeba, jutaipoca, jutaí-pororoca e pororoca,azedinho.